# 素材屋
素材屋（そざいや）は、アイコンや画像、壁紙などを一般向けに提供しているウェブサイトの俗称。基本的にはウェブサイト作成の際に、ページ上に載せるアイコンや画像を得るために利用される。
ほとんどの素材屋サイトが素材を無料で提供している。ただし、素材を使用する条件として、その素材屋のサイトのリンクをホームページ上に貼って宣伝することや、素材屋サイトのランキングに投票するなどがある。